# 고이시로촌
고이시로촌(漕代村)은 미에현 이난군에 있던 촌이다. 현재의 마쓰사카시의 북동부에 해당한다.

## 역사
- 1889년 4월 1일 - 정촌제 시행에 의해 이노군 고이시로촌이 성립하였다.
- 1896년 4월 1일 - 군제 시행에 의해 이난군으로 변경되었다.
- 1955년 4월 1일 - 마쓰사카시에 편입해, 동일 마쓰오촌은 폐지되었다.

## 교통

### 철도
- 긴키 닛폰 철도
  - 야마다선

## 참고문헌
- 가도카와 일본 지명 대사전 24 三重県
- 吉田東伍（著）『大日本地名辞書 上巻 二版』冨山房、1907年10月7日